# Coconuts Musume
Coconuts Musume。 (ココナッツ娘。, Kokonattsu Musume) est un groupe de J-pop du Hello! Project aujourd'hui dissous, actif de 1999 à 2004 au Japon bien que composé majoritairement de chanteuses américaines. Il est créé par le producteur Tsunku la même année que le groupe affilié Country Musume, basé comme celui-ci sur le modèle du groupe Morning Musume mais sur le thème des « filles des Tropiques ».

## Histoire
Le groupe est créé en 1999, formé de cinq jeunes chanteuses, quatre Américaines et une Japonaise,  sélectionnées par Makoto, batteur du groupe Sharan Q du producteur du H!P Tsunku, après une audition tenue à Hawaii. Le groupe est nommé d'après le groupe affillié Morning Musume, et est produit par Tsunku dans le cadre du Hello! Project. Coconuts Musume fait ses débuts dans l'émission télévisée Asayan en juin 1999, alors composé de Ayaka Kimura (japonaise), Mika Todd (de mère japonaise), Danielle Delaunay (qui restera la seule caucasienne à avoir fait partie du H!P), Chelsea Ching et April Barbaran, qui adoptent leur seul prénom comme nom de scène.
La chanson de son premier single Halation Summer est alors utilisée comme générique de fin de la série pour enfants Kyoro Chan. Mais après la sortie d'un deuxième single, Dance & Chance, April et Chelsea quittent le groupe en janvier 2000 pour retourner aux États-Unis, et sont remplacées par un nouveau membre, Lehua Sandbo. Les membres participent aussi en parallèle aux divers groupes shuffle units créés à titre temporaire à partir de 2000 ; cette année-là, Mika forme également en parallèle le groupe affilié Mini Moni, avec lequel elle connait rapidement le succès. Après deux autres singles sortis en quatuor, Tokonatsu Musume et Watashi mo I Love You, c'est au tour de Danielle de quitter le groupe en avril 2001. Le trio restant sort ce qui s'avèrera être le dernier single du groupe en août 2001, Jōnetsu Yuki Miraisen, mais commence à animer sa propre émission de radio de appelée Kiss the Coconuts!. Des auditions pour recruter un nouveau membre ont lieu à divers endroits aux alentours d'Hawaii durant janvier 2002, mais sont annulées ou échouent, et le groupe devient un duo quand Lehua part à son tour en février suivant. En cours d'année, les deux membres restantes participent à l'album collaboratif Hawaiian de Kiku Morning Musume Single Collection et à son single Morning Musume Single Medley ~Hawaiian~ (attribués à « Takagi Boo, Morning Musume, Coconuts Musume, Miki Fujimoto et Rika Ishii »), et en fin d'année Ayaka rejoint en parallèle le groupe affilié Petit Moni.
Coconuts Musume (donc réduit à Ayaka et Mika) ne sort alors plus de disques, mais continue à participer aux concerts en commun du Hello! Project et à animer son émission de radio, jusqu'en 2004. Il réalise alors sa dernière performance en tant que groupe au printemps 2004 pendant le concert Morning Musume Concert Tour 2004 Haru The Best of Japan, à l'issue duquel Mika quitte le Japon et le Hello! Project pour retourner étudier en Amérique, signant la fin officieuse du groupe. Ayaka, dernier membre restant, continue cependant à se produire en solo en tant que Coconuts Musume no Ayaka ('Ayaka de Coconuts Musume'), pérennisant le nom du groupe jusqu'à son départ du H!P en 2008 pour se marier.

## Formations
- 1999 : Ayaka • Mika • Danielle • Chelsea • April
- 2000 : Ayaka • Mika • Danielle • Lehua
- 2001 : Ayaka • Mika • Lehua
- 2002-2004 : Ayaka • Mika
- 2004-2008 : Ayaka (« Coconuts Musume no Ayaka »)

## Discographie
Singles
- 23 juillet 1999 - Halation Summer / Summer Night Town (English Version)
- 25 août 1999 - Dance & Chance
- 17 mai 2000 - Tokonatsu Musume
- 26 juillet 2000 - Watashi mo I Love You
- 22 août 2001 - Jōnetsu Yuki Miraisen

Vidéo
- 21 octobre 1999 - Coconuts Musume (VHS & DVD ; clips vidéo de Halation Summer, Summer Night Town, Dance & Chance)

Participations
- 26 juin 2002 : Morning Musume Single Medley ~Hawaiian~ (single par « Takagi Boo to Morning Musume, Coconuts Musume, etc. »)
- 10 juillet 2002 : Hawaiian de Kiku Morning Musume Single Collection (album par « Takagi Boo to Morning Musume, etc. »)

Compilations
- 2000 : Petit Best ~Ki Ao Aka~ (2 titres)
- 2001 : Petit Best 2 ~3, 7, 10~ (1 titre)
- 2002 : Petit Best 3 (1 titre inédit)
- 2008 : Hello! Project Special Unit Mega Best (1 titre de « Takagi Boo to Morning Musume, Coconuts Musume, etc. »)